# Albert Divo
Albert Eugène Divo (vlastním jménem Albert Eugène Diwo; 24. ledna 1895 Belleville, Paříž – 19. září 1966 Morsang-sur-Orge, Essonne) byl francouzský automobilový závodník na okruzích a v závodech automobilů do vrchu.

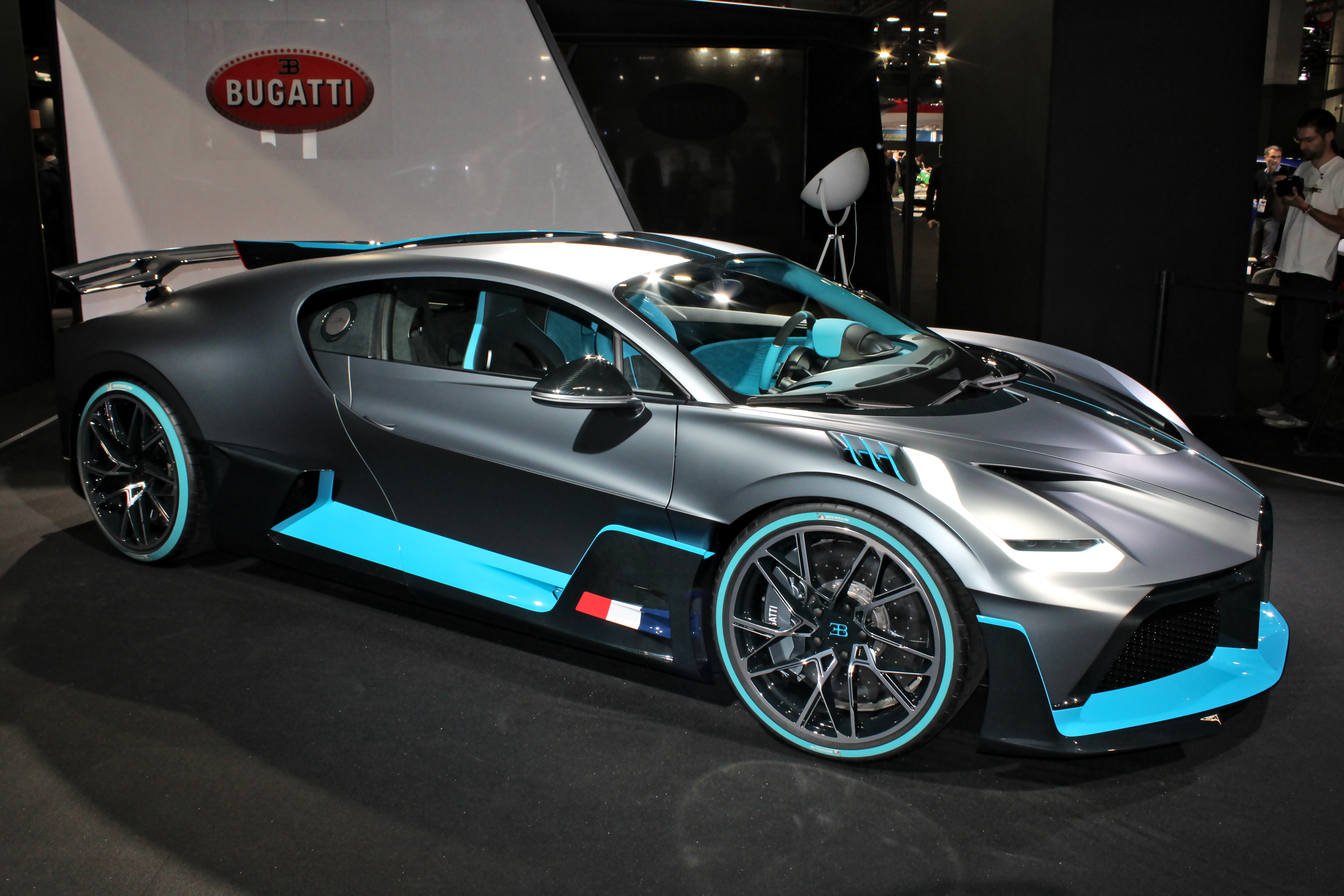
Bugatti Divo na pařížském autosalonu 2018

## Životopis
Jeho motoristická kariéra trvala od roku 1919 do roku 1938. Vyučil se jako mechanik lodních motorů (od třinácti let). Během první světové války byl pilotem, později zůstal aktivním aviatikem. Po válce zprvu pracoval jako mechanik lodních motorů a poté až do roku 1938 byl závodním jezdcem na vozech Talbot (1922–3, 1926–7, 1937), Sunbeam (1923), Delage (1924–5), Bugatti (1928–33) a Delahaye (1936–8). V letech 1928 až 1933 byl továrním jezdcem značky Bugatti.
Změnil si původní příjmení Diwo na Divo, aby v britských zemích bylo jeho jméno vyslovováno správně. V roce 1935 se stal členem městské rady v Morsang-sur-Orge, kde bydlel. Po II. světové válce byl zaměstnán u olejářské společnosti Castrol.
V roce 1962 byl Divo ve Villars-sur-Ollon jedním ze zakládajících členů švýcarského sdružení bývalých jezdců Velkých cen (Club International des Anciens Pilotes de Grand Prix F1). Divo byl vyznamenán Rytířem čestné legie. Zemřel v roce 1966 na infarkt a byl pohřben na hřbitově Morsang-sur-Orge v departementu Essonne poblíž Paříže.
Jako upomínka na tohoto závodníka byl po něm pojmenován automobil Bugatti Divo, představený v roce 2018 soutěži elegance Pebble Beach Concours d' Elegance a pak vystavený v expozici Bugatti na pařížském autosalonu.

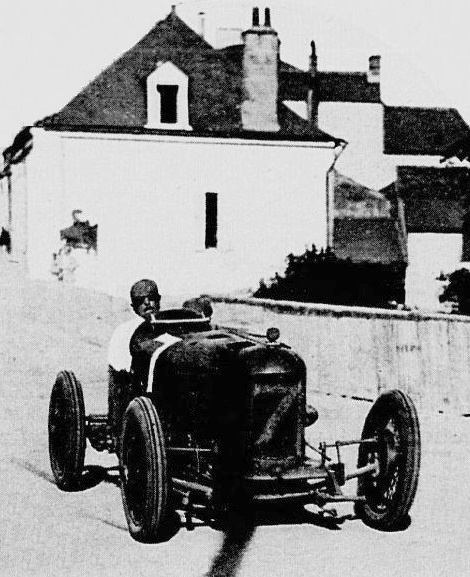
Albert Divo, 2. místo na Velké ceně Francie v Tours na šestiválcovém Sunbeamu (1923)

## Závodní kariéra
Závodil v automobilech mezi roky 1919 až 1939. V nejúspěšnějším období své kariéry mezi lety 1923 a 1929 vyhrál celkem pět Grand Prix, 2x vytrvalostní závod Targa Florio a také mnoho závodů automobilů do vrchu (2x Mont Ventoux, Zbraslav-Jíloviště, La Turbie, Klausenrennen atd.). V březnu a dubnu 1932 vytvořil několik světových, rychlostních rekordů ve třídě (2001-3000 ccm) a také absolutních světových rekordů.
Zúčastnil se na Tourist Trophy Races (vytrvalostní závod Snaefell Mountain Course, International "1500") na ostrově Man v červnu 1922 a obsadil 2. místo na voze Talbot-Darracq. Prvního vítězství ve třídě dosáhl na závodu automobilů do vrchu Mont Ventoux (21,6 km, stoupání 5–13%, výškový rozdíl 1600 m), který se jel 6. srpna 1922. Zvítězil na Talbotu v kategorii cestovních automobilů do objemu válců 1,5 l a vytvořil nový rekord této kategorie. Na La Coupe Internationale des Voiturettes v Le Mans (604,17 km/35 kol) obsadil na Talbotu 2. místo. V letech 1923–1925 byl pro vozy Grand Prix stanoven objem válců motorů na 2 l.
Sezónu 1923 zahájil 2. června na Velké ceně Francie (799,05 km/35 kol) v Tours 2. místem na šestiválcovém Sunbeamu. Téměř 800 km dlouhý závod zajel v čase 6:54:25,3 h (115,75 km/h), a to ještě při doplňování nádrže v 30. kole ztratil dobrých 20 minut, protože mechanici nemohli otevřít uzávěr benzínové nádrže . Na závodu automobilů do vrchu Mont Ventoux, který se jel 19. srpna 1923 zvítězil na závodním Talbotu (v třídě do objemu válců 1,5 l) v čase 19:39,1 min. Na La Coupe Internationale des Voiturettes konaném 23. září na okruhu Sartg (Le Mans, 414,3 km) zvítězil na Talbotu za 3:36:01 h v průměrné rychlosti 115,1 km/h. Na závodě voituret Grand Prix Penya Rhin na katalánském okruhu Villafranca (Gran Premio de Penya Rhin) 20. října poprvé zvítězil. Bylo to na Talbotu a dosáhl času 4:45:54 h v průměrné rychlosti 108,6 km/h. První velké vítězství v kategorii závodů Grand Prix zaznamenal na Velké ceně Španělska (200 kol/400 km) na oválném okruhu nového autodromu Sitges-Terramar (lázeňské město 42 km od Barcelony), která se konala 28. října, a vyhrál ji na Sunbeamu v průměrné rychlosti 155,9 km/h za 2:33:56 h před Zborowskim na Milleru. O 3 dny později se na tomto okruhu konal závod Velká cena voiturett do 1500 cm3 na 600 km/300 kol. Divo (Talbot) zajel rekord na 1 kolo průměrem 155 km/h, ale konci závodu byl přinucen pro lehkou nevolnost zvolnit, čehož využil Resta (Talbot) a zvítězil v čase 4:22:11,9 h o 0,1 vt. před Divem. Třetí skončil Zborowski na Aston Martin a na 4. místě dojel Nuvolari.

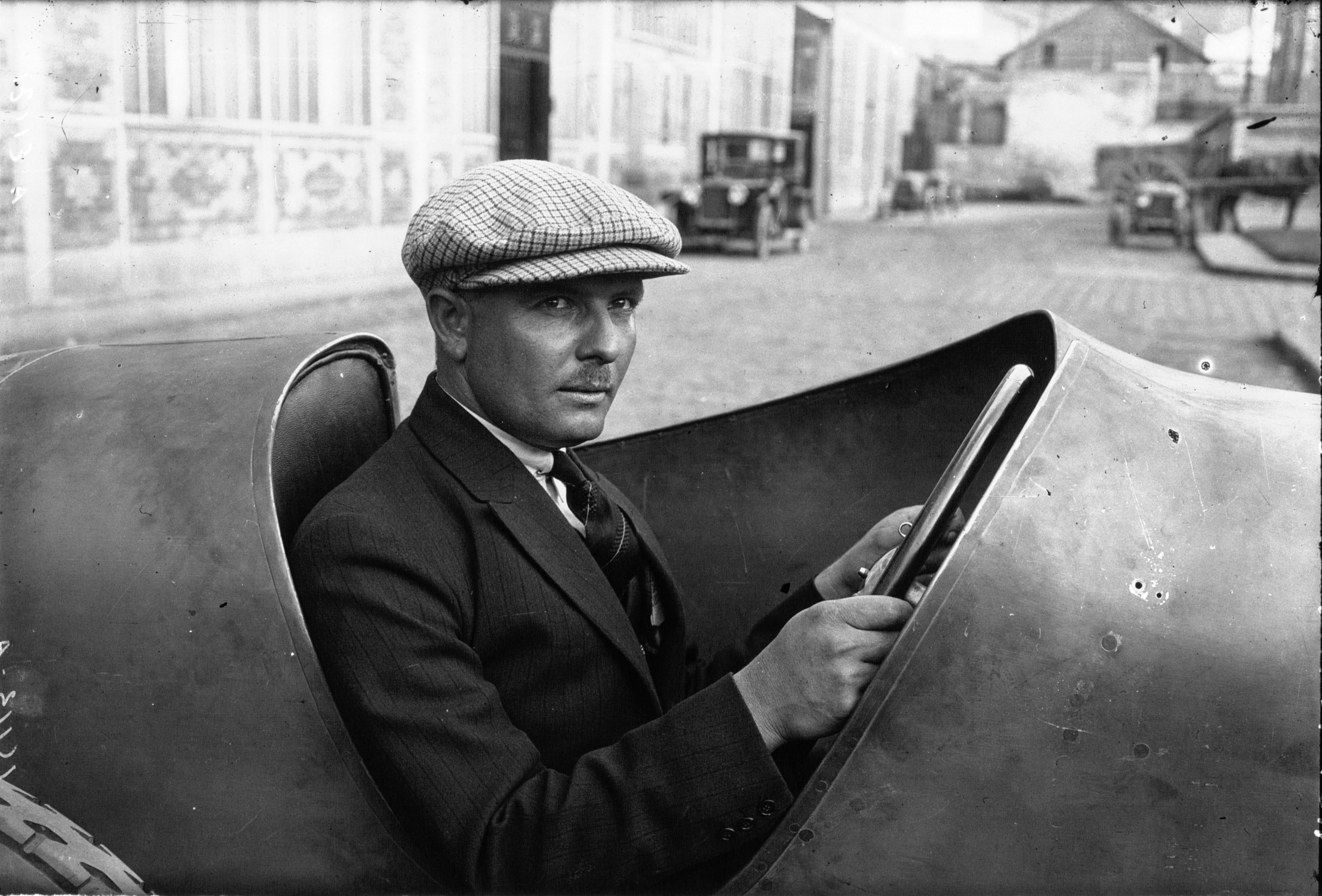
Albert Divo při Velké ceně Francie v roce 1924

Na sezónu 1924 přestoupil k anglické stáji Delage (Delage "Sprint I" 5,0 l). V závodě do vrchu La Turbie v délce tratě 6,3 km v neděli 10. března zvítězil v absolutním pořadí a překonal rekord trati v čase 4:20,8 min (86,12 km/h) a v závodě na 1 km s pevným startem zvítězil v čase 31,6 s a dosáhl průměrné rychlosti 113,9 km/h. Oba závody absolvoval v závodním voze v kat. nad 2 l. O týden později 16. března Divo závod do vrchu Mont-Agel nedokončil, protože krátce po startu mu explodovala pneumatika. O další týden později, 23. března zvítězil na šestiválcovém voze závodě do vrchu Massillan. I v závodě do vrchu Camp (4 km) u Marseille 6. dubna na cestovním Delage zvítězil v kategorii cestovních vozů nad 4,5 l. A také 28. dubna v závodě do vrchu Les Alpilles (Avignon) vítězí v absolutním pořadí s vozem Delage v kategorii závodních vozů nad 4,5 l asoučasně vytvořil nový rekord tratě. V silniční závodě Toul-Nancy (15,5 km) pořádaném 18. května zvítězil Divo na Delage v průměrné rychlosti 164,6 km/h. V závodě do vrchu Val-Suzon (3,8 km) u Dijonu pořádaném 22. června zvítězil v traťovém rekordu 2:19 min a dosáhl průměrné rychlosti 103,4 km/h. Krátce nato 6. července v závodě do vrchu Ballon d´Alsace u Belfortu/Vosges (12 km) zvítězil v absolutním pořadí na šestiválcovém Delage. Na Velké ceně Evropy a současně Francie (Grand Prix d´Europe) 3. srpna na okruhu v Lyonu s vozem Delage (dvanáctiválcový motor o objemu válců 1984 cm3 bez kompresoru, 110 HP) obsadil 2. místo za Giuseppem Camparim na osmiválcové Alfa Romeo s kompresorem. Za nejrychlejší kolo, které zajel v tomto závodě, obdržel zvláštní cenu 1000 franků, kterou věnoval Autoklub republiky Československé. Na XVII. ročníku závodu do vrchu Mont Ventoux (21,6 km) 7. září zvítězil již potřetí, tentokráte v absolutním pořadí (závodní automobily nad 5 l, Delage DH 12-cyl) v čase 18:17,8 min. Na Velké ceně v San Sebastiánu 27. září obsadil Divo 4. místo. Italský podnikatel a automobilový závodník M. Vincenzo Florio, zakladatel závodů Targa Florio a Coupe Florio, navrhoval vytvořit automobilový šampionát románských zemích, který by se skládal z Velké ceny Francie, z Velké ceny Španělska a ze závodu Targa Florio. V „pracovní“ verzi za rok 1924 by v tomto šampionátu zvítězili Albert Divo a Henry Segrave. Sir Henry Segrave, pozdější držitel světového rychlostního rekordu 372,5 km/h na voze Irving-Napier (1929), se zabil 13. července 1930 při pokusu o překonání světového rychlostního rekordu motorových člunů.

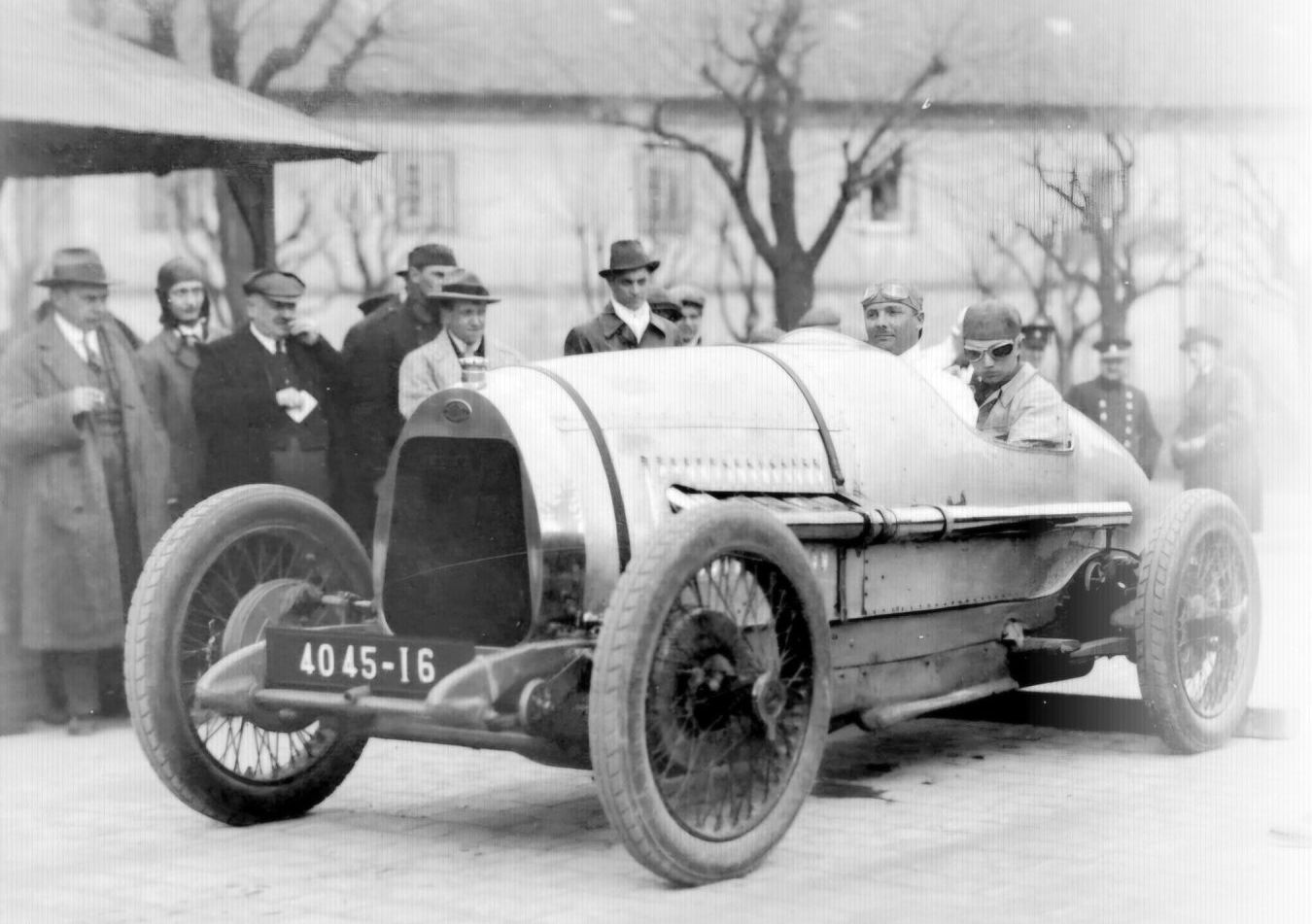
Albert Divo na voze Delage Type GL "Sprint II" 6 l, vítěz Zbraslav-Jíloviště (1925)

V roce 1925 jeho vítězná kariéra pokračovala na Delage "Sprint II" 6 l. V závodech do vrchu zvítězil 1. března na „kopci“ Argenteuil u Paříže, 13. dubna v závodě Zbraslav-Jíloviště (překonal rekord Otto Salzera z roku 1924 a za rekordní čas 3:01,1 min a vítězství obdržel prémii 20 000 Kč), 26. dubna Les Alpilles (Avignon), 21. května Les 17 Tournants (nr. Dampierre), 14. června Planfoy (Forez), 9. srpna Mont Ventoux (Avignon) a 9. září Phare (Biarritz). Na nejtěžším evropském závodu do vrchu Klausenrennen u švýcarského Altdorfu (21,6 km, 136 zatáček, výškový rozdíl 1237 m) 23. srpna vyhrál třídu nad 2000 cm3 a v celkovém pořadí skončil 2. za hrabětem G. Masettim na Sunbeamu 1980 cm3. Velkou cenu Francie na 1000 km/80 kol 26. července na Autodrome de Linas-Montlhéry společně s Robertem Benoistem vyhrál. Velká cena San Sebastianu se konala 19. září a Albert Divo ji společně s André Morelem na Delage vyhrál. Na závěr roku 1925 se na popud Victora Rigala utvořila společnost sportovců, která každého roku přidělí cenu 15 000 franků „řidiči automobilu nebo motocyklu francouzské národnosti, který během roku získá si největších zásluh o automobilní sport francouzský“. Za rok 1925 byla cena nejlepší řidič Francie jednomyslným usnesením udělena Albertu Divovi.

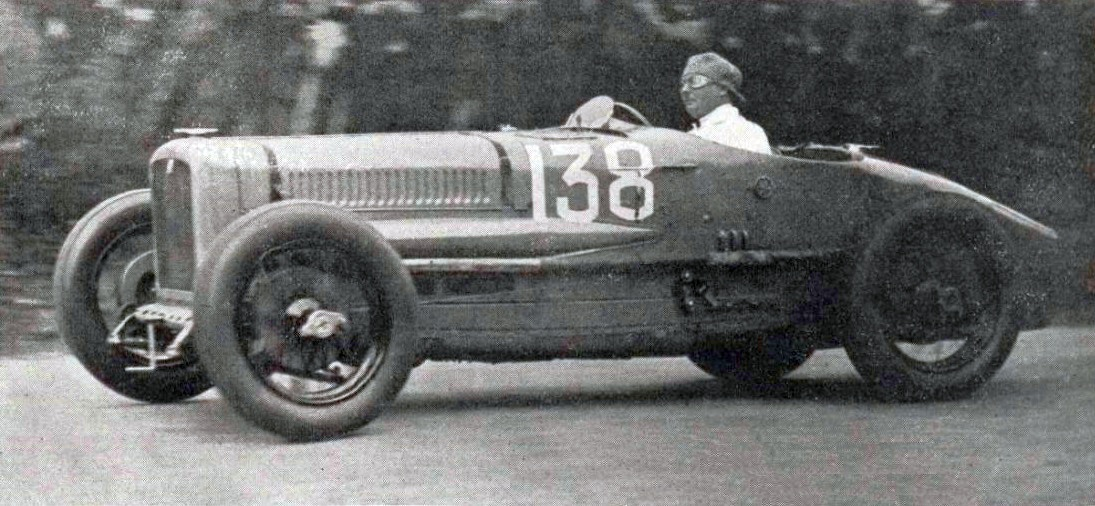
Albert Divo, vítěz Côte de Gaillon v roce 1926 na Sunbeam-Talbot 4,0 l

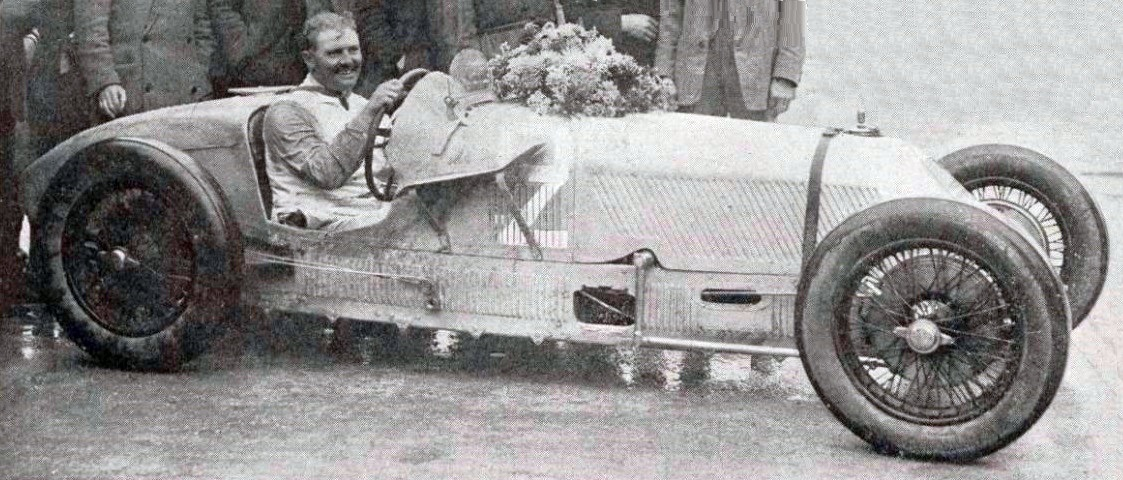
Albert Divo na Talbotu, vítěz Grand Prix du Salon 1926

V letech 1926–1927 byl pro vozy Grand Prix stanoven objem válců motorů na 1,5 l. V roce 1926 opět změnil značku, po většinu roku závodil na Talbotech (čtyřválcový Talbot 1,5 l s kompresorem), s nimiž už závodil v letech 1922-3. S vozem Delage se rozloučil 21. února při závodu do vrchu Mont-Agel (10,6 km), který vyhrál s nejlepším časem dne. Výrazného úspěchu dosáhl na Talbotu vítězstvím v závodě do vrchu Côte de Gaillon nedaleko Rouenu v Normandii. Na dni rekordů v Arpajonu 5. září zvítězil na Talbotu v 4 kategoriich do 1500 cm3 (1 km a 1 míle s letmým a pevným startem). Nejhodnotnějšího výkonu zaznamenal na 1 km s letmým startem, když dosáhl průměrné rychlosti 208,8 km/h. Tento rok v závodech na okruzích nelze označit za příliš úspěšný. Na Velké ceně Říma (28. března), na Velké ceně Evropy v San Sebastianu (18. července), na Velké ceně Španělska (25. července) a na Velké ceně Anglie (7. srpna) ani jednou nedojel do cíle resp. byl přihlášen, ale nestartoval. Na anglickém závodě Junior Car Club na 200 mil v Brooklands 25. září obsadil 2. místo za Segravem (oba Talbot). Na závěr sezony 17. října na autodromu Linas-Montlhéry zvítězil s Talbotem 700 ve volném závodě Grand Prix, Coupe du Salon.
Na Velké ceně Francie 1927 s Talbotem 700 (osmiválcový Talbot 1,5 l s kompresorem) 3. července nedojel do cíle pro poškozený píst. Od den dříve, 2. července byl úspěšný na „volné“ Velké ceně francouzského autoklubu (La Course Formula Libre), kde zvítězil. Oba závody se jely v Montlhéry. Na okruhu Brooklands 1. října ve Velké ceně Británie dojel na osmiválcovém Delage 15 S8 na 3. místě.

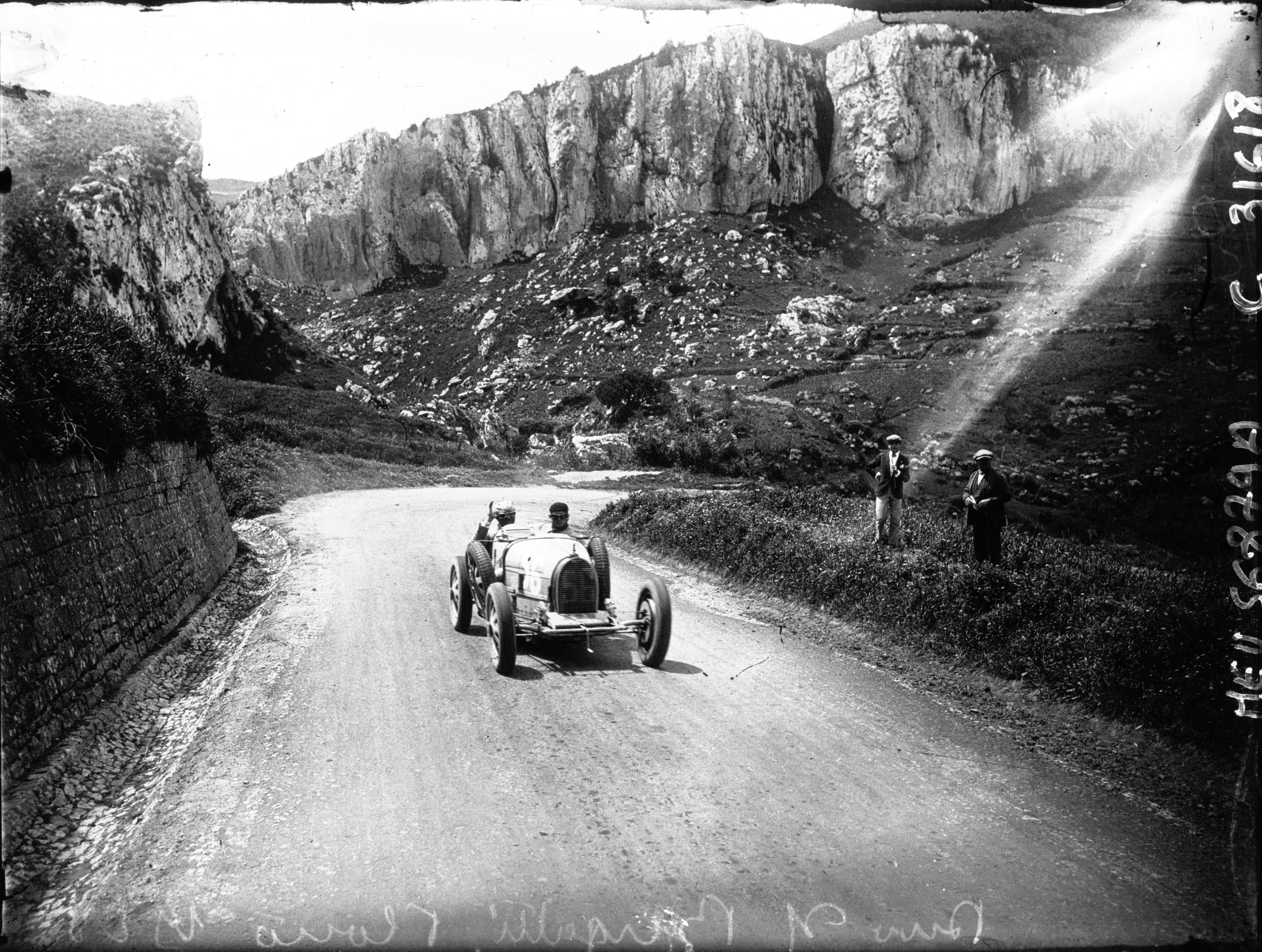
Albert Divo v Bugatti T35B, vítěz Targa Florio 1928

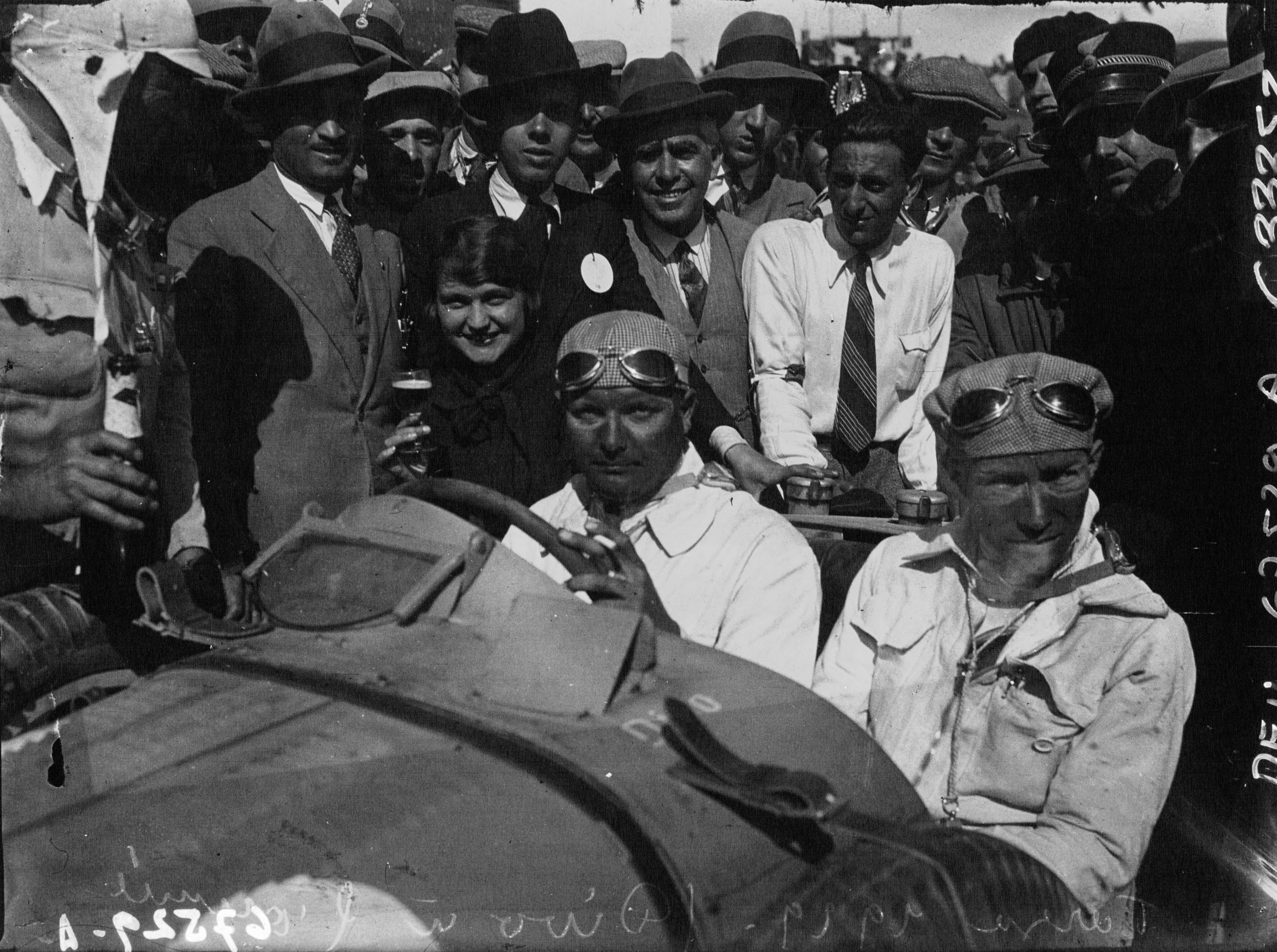
Albert Divo, vítěz Targa Florio 1929 (vlevo za ním Eliška Junková)

V letech 1928-1933 nebyl pro vozy Grand Prix stanoven objem válců motorů a byly označeny jako Formula Libre. Na počátku třicátých let (od roku 1928 do roku 1933) se stal oficiálním jezdcem týmu Bugatti (Ettore Bugatti). Ještě předtím však překonal švýcarský rychlostí rekord, když s dvanáctiválcovým Delage o objemu válců 10 692 cm3 na silnici nedaleko Bellinzony na 1 km s letmým startem 18. dubna dosáhl rychlosti 231,5 km/h. První velký úspěch na Bugatti zaznamenal 6. května 1928, když zvítězil na Bugatti T35B v prestižních závodech na Sicílii – Targa Florio a Coppa Florio. Trať dlouhou 540 km ujel za 7:20:56,6 h a dosáhl průměru 73,47 km/h. V tomto závodě dosáhla životního úspěchu Eliška Junková, která na stejném voze dojela o necelých 9 minut později a obsadila 5. místo. Na Velké ceně v San Sebastiánu 25. července na Bugatti T35B bezpečně vedl do 12. kola, ale potom zastavil v boxech, protože mu nefungovaly brzdy. Zjistil, že má sjeté obložení na brzdových čelistech. Náhradní neměl, proto se snažil sehnat čelisti u „sousedů“ (Lehoux, Chiron, Bouriat), ale nikdo mu je nechtěl dát, proto musel ze závodu odstoupit.
O rok později (5. května 1929) toto vítězství na Targa Florio/Coppa Florio s Bugatti T35C zopakoval. Svůj o 5 minut zlepšil na 7:15:41 h a dosáhl průměrné rychlosti 74,4 km/h. V závodě startoval i doc. Dr. Otakar Bittmann na Bugatti, který obsadil 5. místo. Na Velké ceně Říma (391,5 km) obsadil Divo 3. místo v kategorii nad 2,0 l a na Velké ceně Francie 30. června na okruhu Circuit de la Sarthe u Le Mans obsadil 4. místo. Na Velké ceně San Sebastianu ve Španělsku odpadl již ve 2. kole pro poruchu brzd. V tomto roce se vítězně účastnil i Velké ceny aviatiků v Saint-Germain-en-Laye.
I v roce 1930 startoval Divo na Targa Florio, ale ve 3. kole zhruba v polovině závodu havaroval, vůz sklouzl po svahu, převrátil se a ulomilo se kolo. Divo zůstal nezraněn. Podle jiných zdrojů dokončil závod na 7. místě ve voze Grove-Williamse. Na Velké ceně Evropy 1930 v belgickém Spa-Francorchamps (596,6 km) 20. července skončil třetí, když v závodě zvítězil jeho týmový kolega Louis Chiron.
V roce 1931 Mezinárodní automobilová asociace (AIACR) poprvé pro závody typu Grand Prix s mistrovství Evropy (AIACR European Championship). Do mistrovství se započítávaly výsledky Velkých Itálie, Francie a Belgie. Albert Divo obsadil v šampionátu 4. místo, když nejlepší výsledek zaznamenal 24. května na Velké ceně Itálie v Monze, kde skončili s Guyem Bouriatem na Bugatti T51 (řadový osmiválec 2,3 l s kompresorem) na 3. místě, a potom 21. června 7. místem na Velké ceně Francie (Autodrome de Linas-Montlhéry). Na jeho oblíbeném závodu do vrchu Mont Ventoux zaznamenal 31. srpna jedno ze svých posledních velkých vítězství. Na závodním Bugatti zvítězil v traťovém rekordu v kategorii nad 3000 cm3.
V roce 1932 obsadil v mistrovství Evropy Grand Prix (Velké ceny Itálie, Francie a Německa) společně s Louis Chironem 5.–6. místo, když zabodoval 5. června 6. místem ve Velké ceně Itálie a také 17. dubna 9. místem na nemistrovské Velké ceně Monaka. Toho roku jezdil na Bugatti T51. V tomto roce vytvořil Divo několik rychlostních, světových rekordů na okruhu v Montlhéry. Ve třídě Class D (2001-3000 ccm) to bylo 10. března 1932 s pevným startem na 1 km v čase 17,047 vt. (211,180 km/h), na 1 míli v čase 27,434 vt. (211,180 km/h) a na 5 km v čase 1:25,36 min (210,872 km/h) na Bugatti T51. Toho dne překonal i absolutní rekord na 200 km s pevným startem v čase 59:48,66 min (200,632 km/h) a 12. března i na 200 mil v čase 1:41:41,08 min (189,899 km/h). O několik dnů později (4. dubna 1932) vytvořil světové rekordy s letmým startem. Absolutní světový rekord překonal na 50 mil v čase 23:04,23 min (209,272 km/h), na 100 km v čase 28:38,93 min (209,433 km/h), 200 km  v čase 59:48,66 min (200,632 km/h). Tyto absolutní rekordy doplnil i rekordy ve třídě Class D (2001-3000 ccm) na 50 km v čase 14:59,7 min (200,067 km). Tento výkon sám překonal 4. dubna časem 14:25,89 min (207,879 km/h). Již 10. března vytvořil rekord na 50 mil (24:06,04 min, 200,327 km/h), aby ho sám překonal 4. dubna absolutním světovým rekordem, výkonem 23:04,23 min (209,272 km/h). Podobně dvakrát překonal úsek 100 km. Již 10. března vytvořil rekord třídy (200,315 km/h), aby jej 4. dubna překonal absolutním světovým rekordem (209,433 km/h). V hodinovce 12. března dosáhl průměrné rychlosti 200,653 km/h. Mezi 12. březnem a dubnem 1932 v podstatě držel všechny rekordy ve třídě popř. i světové rekordy na tratích od 1 km do hodinovky.
V letech 1931 startoval na 24h Le Mans na Bugatti T50 S s Guyem Bouriatem a 1938 na Delahaye Type 145 (4,5 l V12) s Italem Gianfranco Comotti, ale ani jednou nedojel do cíle. V letech 1934-1937 nebyl pro vozy Grand Prix stanoven objem válců motorů ale celková hmotnost vozu do 750 kg. Na vytrvalostním závodu 3 h Marseilles 24. května 1936 obsadil na Delahaye 135CS 4. místo, na Velké ceně Francie 28. června na témže vozu obsadil 12. místo na Velké ceně Marny 5. července skončil na 6. místě, což byly jedny z jeho posledních závodů, které s Delahayem dokončil. V roce 1937 závodil na voze Talbot-Lago T150C. Na Velké ceně Pau skončil 4. a na Velké ceně Marny (Grand Prix de la Marne) obsadil výborné 2. místo.

## Vítězství na okruzích
- 1923: Grand Prix Španělska na Autódromo de Sitges-Terramar (Sunbeam).
- 1925: Grand Prix Francie na Autodrome de Linas-Montlhéry (Delage 2.0L V12), Velká cena v San Sebastianu na okruhu Circuito de Lasarte (Delage 2.0L V12),
- 1926: Pohár autosalonu (GP Coupe du Salon) na Autodrome de Linas-Montlhéry (Talbot-Darracg 700)
- 1927: Závod volné formule ACF Libre na Autodrome de Linas-Montlhéry (Talbot-Darracg 1500)
- 1928: Targa Florio na Medio Circuito delle Madonie s Bugatti T35B
- 1929: Targa Florio na Medio Circuito delle Madonie s Bugatti T35C

## Vítězství v závodech do vrchu
- Argenteuil (Paris), 11. 3. 1923, Delage Sprint I (5120 cm3 )
- Course de côte Nice – La Turbie, 9. 3. 1924, Delage Sprint I (5120 cm3)
- Massillan (Nïmes), 23. 3. 1924, Delage Sprint I (5120 cm3)
- Les Alpilles (Avignon), 28 .4. 1924, Delage Sprint I (5120 cm3)
- Val Suzon (Dijon), 22. 6. 1924, Delage Sprint I (5120 cm3)
- Ballon d'Alsace (Vosges), 6. 7. 1924, Delage Sprint I (5120 cm3)
- Mont Ventoux (Avignon), 7. 9. 1924, Delage Sprint I (5120 cm3)
- Argenteuil (Paris), 1. 3. 1925, Delage "Sprint II"6L
- Zbraslav-Jíloviště , 13. 4. 1925, Delage "Sprint II"6L
- Les Alpilles (Avignon), 26. 4. 1925, Delage "Sprint II"6L
- Les 17 Tournants (Dampierre), 21. 5. 1925, Delage "Sprint II"6L
- Planfoy (Forez), 14. 6. 1925, Delage "Sprint II"6L
- Mont Ventoux (Avignon), 9. 8. 1925, Delage "Sprint II"6L
- Phare (Biarritz), 9. 9. 1925, Delage "Sprint II"6L
- Côte de Gaillon (Rouen), 3. 10. 1926, Sunbeam-Talbot 4L
- Les 17 Tournants (Dampierre), 24. 10. 1926, Talbot 700 1,5L